# Peter Mészáros

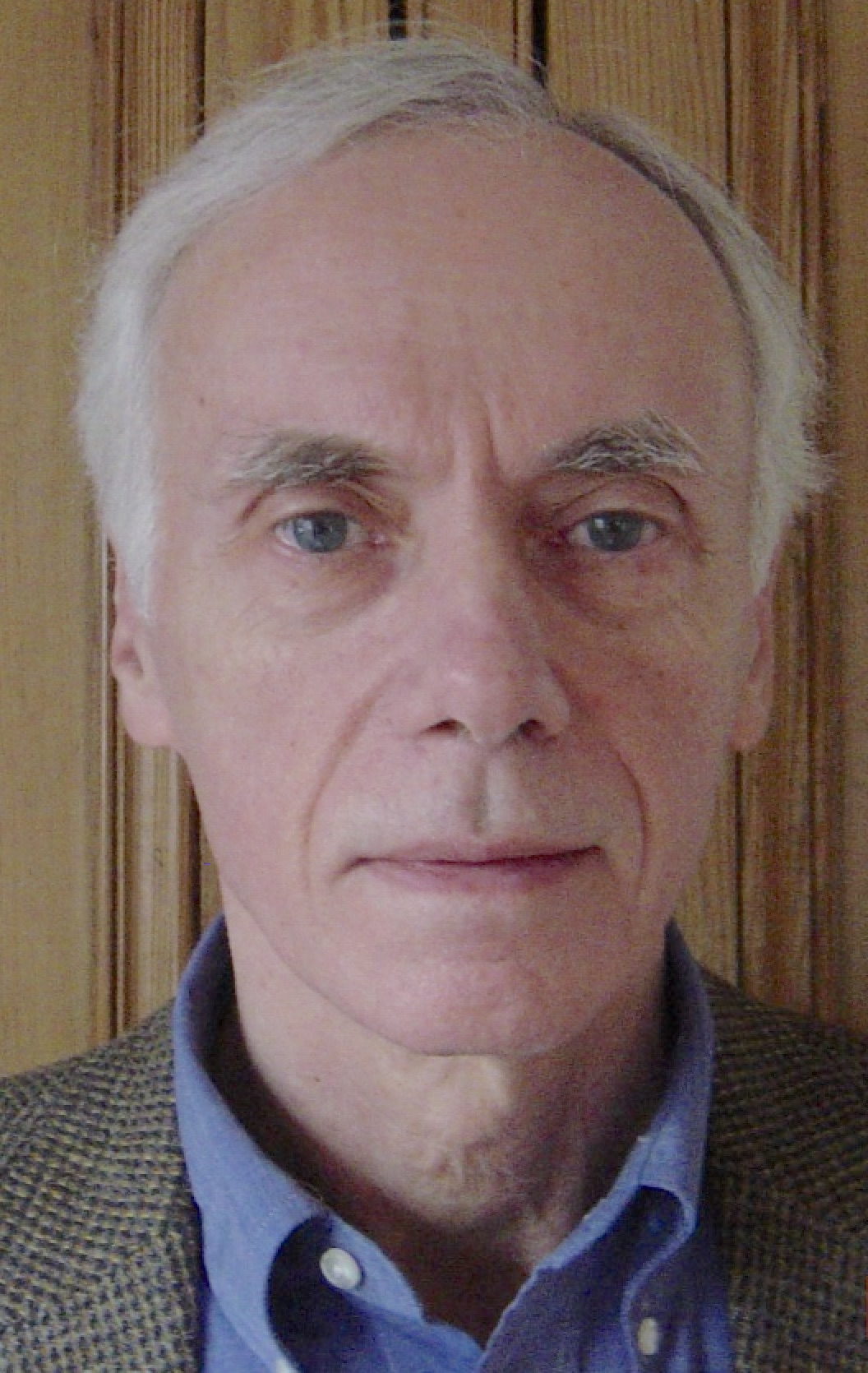
Péter István Mészáros (2016)

Peter István Mészáros (* 15. Juli 1943 in Budapest) ist ein US-amerikanischer Astrophysiker. Er ist Professor an der Pennsylvania State University.
Mészáros studierte an der Universität Buenos Aires mit dem Master-Abschluss 1965 und wurde 1972 an der University of California, Berkeley, promoviert. Als Post-Doktorand war er an der Princeton University und von 1973 bis 1975 an der University of Cambridge. Von 1975 bis 1983 war er Wissenschaftler am Max-Planck-Institut für Astrophysik in Garching. 1983 wurde er Associate Professor und 1987 Professor an der Pennsylvania State University, an der er seit 2002 Distinguished Professor ist und Eberly Professor für Astronomie und Astrophysik. Seit 1994 ist er Leiter der Fakultät für Astronomie und Astrophysik.
Er war 1980/81 Gastwissenschaftler am Goddard Space Flight Center der NASA, 1995 und 1999 am Institute for Theoretical Physics in Santa Barbara, 1999 am Institute for Advanced Study, am Harvard-Smithsonian Center for Astrophysics (1981, 1982, 1990) und in Cambridge (1991, 2000).
Er ist in erster Linie Theoretiker und befasst sich mit der Untersuchung von Gamma Ray Bursts (GRB; Beteiligung an GRB-Detektoren wie dem Swift Satellit), auch unter dem Aspekt der dabei entstehenden Gravitationswellen (Beteiligung an Gravitationswellendetektoren wie LIGO) und Neutrinos (Beteiligung am IceCube-Experiment in der Antarktis), die aus der Wechselwirkung von Protonen mit den Gammastrahlen entstehen. Er ist in der Kosmologie bekannt durch den Mészáros-Effekt, bzw. die Mészáros-Gleichung. Er untersucht auch kosmologische Aspekte von GRB (wie Entfernungsbestimmung, GRB im frühen Universum) und Beschleunigungsmechanismen für kosmische Strahlung hoher Energie.
Mit Martin Rees entwickelte er Anfang der 1990er Jahre das Relativistic Fireball Shock Modell für GRB und deren Umwandlungsmechanismus von Energie aus einem Kollaps oder dem Verschmelzen von Neutronensternen in Gammastrahlen.
Er ist ungarischer und US-amerikanischer Staatsbürger. Mészáros ist Fellow der American Physical Society. 1999/2000 war er Guggenheim Fellow. 2000 erhielt er den Bruno-Rossi-Preis mit Martin Rees und Bohdan Paczyński. 2010 wurde er in die Ungarische Akademie der Wissenschaften und in die American Academy of Arts and Sciences gewählt, 2021 in die National Academy of Sciences. 2013 wurde er zum Einstein-Professor der Chinesischen Akademie der Wissenschaften ernannt.

## Schriften
- Meszaros Gamma Ray Bursts, Reports Progress Physics, 69, 2006, 2259